# Victorio Oliver Domingo
Victorio Oliver Domingo (ur. 23 grudnia 1929 w Mezquita de Jarque) – hiszpański duchowny rzymskokatolicki, w latach 1996-2005 biskup Orihuela-Alicante.

## Życiorys
Święcenia kapłańskie przyjął 27 czerwca 1954. 5 września 1972 został mianowany biskupem pomocniczym Madrytu ze stolicą tytularną Limisa. Sakrę biskupią otrzymał 12 października 1972. 20 grudnia 1976 objął rządy w diecezji Tarazona, a 27 maja 1981 został mianowany biskupem Albacete. 22 lutego 1996 objął diecezję Orihuela-Alicante. 26 listopada 2005 przeszedł na emeryturę.